# Loiron
Loiron és un municipi francès situat al departament de Mayenne i a la regió de País del Loira. L'any 2007 tenia 1.451 habitants.

## Demografia

### Població
El 2007 la població de fet de Loiron era de 1.451 persones. Hi havia 520 famílies de les quals 92 eren unipersonals (60 homes vivint sols i 32 dones vivint soles), 172 parelles sense fills, 232 parelles amb fills i 24 famílies monoparentals amb fills.
La població ha evolucionat segons el següent gràfic:
Habitants censats

### Habitatges
El 2007 hi havia 558 habitatges, 526 eren l'habitatge principal de la família, 8 eren segones residències i 24 estaven desocupats. 532 eren cases i 26 eren apartaments. Dels 526 habitatges principals, 399 estaven ocupats pels seus propietaris, 124 estaven llogats i ocupats pels llogaters i 3 estaven cedits a títol gratuït; 1 tenia una cambra, 31 en tenien dues, 52 en tenien tres, 133 en tenien quatre i 308 en tenien cinc o més. 436 habitatges disposaven pel capbaix d'una plaça de pàrquing. A 175 habitatges hi havia un automòbil i a 315 n'hi havia dos o més.

### Piràmide de població
La piràmide de població per edats i sexe el 2009 era:
| Homes | Edats   | Dones |
| ----- | ------- | ----- |
| 0     | 95 o +  | 0     |
| 0     | 90 a 94 | 4     |
| 4     | 85 a 89 | 8     |
| 4     | 80 a 84 | 0     |
| 16    | 75 a 79 | 12    |
| 24    | 70 a 74 | 32    |
| 32    | 65 a 69 | 8     |
| 32    | 60 a 64 | 48    |
| 8     | 55 a 59 | 20    |
| 32    | 50 a 54 | 36    |
| 76    | 45 a 49 | 60    |
| 12    | 40 a 44 | 24    |
| 84    | 35 a 39 | 72    |
| 40    | 30 a 34 | 44    |
| 40    | 25 a 29 | 52    |
| 56    | 20 a 24 | 12    |
| 48    | 15 a 19 | 20    |
| 44    | 10 a 14 | 56    |
| 52    | 5 a 9   | 52    |
| 48    | 0 a 4   | 36    |

## Economia
El 2007 la població en edat de treballar era de 931 persones, 701 eren actives i 230 eren inactives. De les 701 persones actives 669 estaven ocupades (362 homes i 307 dones) i 32 estaven aturades (10 homes i 22 dones). De les 230 persones inactives 78 estaven jubilades, 101 estaven estudiant i 51 estaven classificades com a «altres inactius».

### Ingressos
El 2009 a Loiron hi havia 561 unitats fiscals que integraven 1.562 persones, la mediana anual d'ingressos fiscals per persona era de 16.194,5 €.

### Activitats econòmiques
Dels 92 establiments que hi havia el 2007, 3 eren d'empreses alimentàries, 1 d'una empresa de fabricació d'elements pel transport, 2 d'empreses de fabricació d'altres productes industrials, 11 d'empreses de construcció, 18 d'empreses de comerç i reparació d'automòbils, 6 d'empreses de transport, 2 d'empreses d'hostatgeria i restauració, 3 d'empreses d'informació i comunicació, 2 d'empreses financeres, 6 d'empreses immobiliàries, 30 d'empreses de serveis, 4 d'entitats de l'administració pública i 4 d'empreses classificades com a «altres activitats de serveis».
Dels 18 establiments de servei als particulars que hi havia el 2009, 1 era una oficina de correu, 2 oficines bancàries, 2 tallers de reparació d'automòbils i de material agrícola, 1 guixaire pintor, 3 fusteries, 4 lampisteries, 1 electricista, 2 perruqueries, 1 veterinari i 1 restaurant.
Dels 3 establiments comercials que hi havia el 2009, 1 era una botiga de menys de 120 m², 1 una fleca i 1 una carnisseria.
L'any 2000 a Loiron hi havia 57 explotacions agrícoles que ocupaven un total de 1.855 hectàrees.

## Equipaments sanitaris i escolars
L'únic equipament sanitari que hi havia el 2009 era una farmàcia.
El 2009 hi havia 1 escola maternal i 2 escoles elementals.

## Poblacions més properes
El següent diagrama mostra les poblacions més properes.